# マギンティ夫人は死んだ
『マギンティ夫人は死んだ』（マギンティふじんはしんだ、原題：Mrs. McGinty's Dead）は、イギリスの小説家アガサ・クリスティによって1952年に発表されたエルキュール・ポアロシリーズの長編推理小説である。
掃除婦としていくつかの家で働いていたマギンティ夫人が何者かに殺された。そして、彼女の家の間借人のジェイムズ・ベントリイが逮捕され、死刑が確定するのだが、スペンス警視は彼が無実だと確信し、旧友のエルキュール・ポアロに捜査を依頼した。あらゆる証拠がベントリイを指している中、ポアロは真犯人を見つけられるのか。

## あらすじ
スペンス警視はポアロを訪ね、わずか30ポンドのために家主のマギンティ夫人を殺害した罪で死刑判決を受けたジェイムズ・ベントリイの事件を再調査してほしいと依頼する。ポアロは承諾して事件の起きたブロードヒニー村に向かう。この村でマギンティ夫人は掃除婦としていくつもの家に通っていた。
ポアロは、殺される3日前にマギンティ夫人がタブロイド紙に掲載された昔の事件に関係した女性たちの写真を切り取っていたこと、そのうちの誰かが村にいると手紙に記して新聞社に送っていたことを知り、町の人々の年齢から、わずか12歳で肉切り包丁で殺人を犯したリリー・ガンボルか、雇い主のクレイグと不倫関係にあった家庭教師のエヴァ・ケインのどちらかだと推理する。エヴァにはイヴリンという名の子供がいたらしい。
ポアロは宿泊先のサマーヘイズ家で血痕のついた古い砂糖ハンマーを発見する。家に鍵はかかっておらず、ハンマーは誰でも簡単に手に入るものだった。新聞に載った写真をポアロから見せられたローラ・アップワードは、リリー・ガンボルの写真に見覚えがあると言う。
ポアロは、ベントリイと一緒に不動産屋で働いていたことのあるモード・ウィリアムズから連絡を受ける。彼女は彼が殺人を犯すとは信じず、ポアロに協力を申し出て、マギンティ夫人が通っていた家のひとつであるウェザビー夫人にメイドとして雇われる。
ある日アップワード夫人の息子ロビンが出かけて夫人だけが家にいた夜、彼女が絞殺される。現場には女性が飲んだと思われるコーヒーカップが残されていた。アップワード夫人はその夜、イヴ・カーペンター、ディアドレ・ヘンダーソン、シェララ・レンデルの3人をそれぞれ招いていた。
その後、アップワード家からイヴリン・ホープの名前が入った本が発見される。そしてポアロは、サマーヘイズ家の引き出しから一枚の写真を見つけ、それがマギンティ夫人が見た写真に違いないと気づく。それはエヴァ・ケインの写真で、裏には "my mother "と書かれていた。筆跡に注目したポアロは容疑者たちを集め、ロビン・アップワードを殺人犯として告発し、彼を驚かせて自白させる。
ロビン・アップワードはエヴァ・ケインの息子、イヴリン・ホープであった。本物のロビン・アップワードは若くして亡くなったが、子供のいない未亡人として同情されることを恐れたアップワード夫人はイヴリン・ホープをロビンの代わりとして引き取ったのだった。ある日マギンティ夫人は、アップワード家でエヴァ・ケインの写真を見つけてアップワード夫人の若い頃の写真だと思い込んだが、そこからスキャンダルが起きることを恐れたイヴリンが彼女を殺害してベントリイに罪を着せたのだった。アップワード夫人はポアロに写真を見せられたときにエヴァ・ケインに気づいたが、とっさにリリー・ガンボルの方に見覚えがあると言った。しかしそれを怪しんだイヴリンはアップワード夫人を殺害してサマーヘイズ夫人に罪を着せようと写真を彼女の家の引き出しに入れたのだった。

## 主な登場人物
- エルキュール・ポアロ - 私立探偵
- マギンティ夫人 - 掃除婦
- ジェイムズ・ベントリイ - マギンティ夫人の家の間借人
- アリアドニ・オリヴァ - 女流探偵作家[注 1]
- スペンス - キルチェスター警察の警視[注 2]

## 翻案作品

### 映画
『ミス・マープル / 最も卑劣な殺人』（原題：Murder Most Foul）
イギリス 1964年
ポアロの代わりにミス・マープルが登場し、彼女は殺人の嫌疑をかけられた下宿人の裁判の陪審員としてこの事件に関与する。舞台や登場人物の設定は大きく異なる。
- ミス・マープル: マーガレット・ラザフォード
- ドリフォルド・コスグッド: ロン・ムーディー - コスグッド劇団の団長
- ラルフ・サマーズ: ラルフ・マイケル - 団員
- モーリーン・サマーズ: ポーリン・ジェイムソン - ラルフの妻
- シーラ・アップワード: フランチェスカ・アニス - 団員
- ビル・ハンソン: ジェームズ・ボラン - シーラの婚約者
- クラドック警部補: チャールズ・ティングウェル

### テレビドラマ
名探偵ポワロ『マギンティ夫人は死んだ』
シーズン11 エピソード1（通算第58話）  イギリス2006年放送
- エルキュール・ポワロ: デヴィッド・スーシェ
- ジェームズ・ベントレー: ジョー・アブサロム
- モード・ウィリアムズ: サラ・スマート
- モーリーン・サマーヘイズ: ラケル・キャシディ
- ロビン・アップワード: ポール・リス
- イヴ・カーペンター: メアリー・ストックリー
- ガイ・カーペンター: リチャード・リンターン
- アリアドネ・オリヴァー: ゾーイ・ワナメイカー
- スペンス警視: リチャード・ホープ

クリスティのフレンチ・ミステリー『Mademoiselle Mac Ginty est morte』
シリーズ2 エピソード10  フランス2015年放送

### ラジオドラマ
- 2006年にBBC Radio 4で放送されたラジオドラマ。